# Saint-Pol-Roux
Saint-Pol-Roux, seudónimo de Pierre-Paul Roux (Marsella, 15 de enero de 1861-Brest, 18 de octubre de 1940) fue un poeta y escritor francés, perteneciente al simbolismo. 

## Biografía

### Infancia
Saint-Pol-Roux nació un 15 de enero de 1861 en el distrito Saint-Henri de Marsella. Fue hijo de Alexis Roux y Marie Euphrosine Lieutaud. En 1872, con diez años, ingresó en el colegio Notre-Dame des Minimes en Lyon. El 17 de septiembre de 1876 se representó su primera obra, Raphaëlo le pèlerin (Rafael el peregrino), un drama de tres actos.
El 19 de noviembre de 1880 se alistó junto con su hermano menor en el ejército durante un año.

## Obra
La obra de Roux es heredera en cierta medida del Romanticismo, aunque libre y personal, con gran fantasía creadora y una desbordante imaginación que preludió el surrealismo. Su obra aúna ciencia y magia, fantasía y realidad, con un lenguaje rico en neologismos y metáforas sugerentes y evocadoras. Asimismo, en sus obras anticipó numerosos temas de la poesía actual.
Destacó especialmente en poesía (Lazare [Lázaro], 1886; Le bouc émissaire [El chivo expiatorio], 1889), así como en dramas líricos (Épilogue des saisons humaines [Epílogo de las estaciones humanas], 1893; La dame à la faux [La dama de la hoz], 1899) y prosas líricas (De la colombe au corveau par le paon [De la paloma al cuervo pasando por el pavo real], 1903; La mort du berger [Las magias interiores], 1938; La suplique du Christ [La súplica de Cristo], 1939; Bretagne est univers [Bretaña es el universo], 1941).
Estuvo vinculado al Salon de la Rose+Croix y, en 1891, publicó con Joséphin Péladan y el conde Antoine de la Rochefoucauld los Mandamientos de los Rosacruces sobre estética.
Escribió el libreto de la ópera Louise de Gustave Charpentier (1900).
En 1932 fue galardonado con la Legión de Honor.